# Skateboard ai Giochi della XXXII Olimpiade - Street maschile
La gara di street maschile dei Giochi della XXXII Olimpiade si è svolta il 25 luglio 2021. Hanno partecipato 20 atleti provenienti da 12 diverse nazioni.
Il vincitore della gara è stato il giapponese Yuto Horigome. 

## Semifinale
I primi 8 Skateboarders avanzano alla Finale.
| Pos. | Atleta              | Run  | Run  | Trick | Trick | Trick | Trick | Trick | Totale |
| Pos. | Atleta              | 1    | 2    | 1     | 2     | 3     | 4     | 5     | Totale |
| ---- | ------------------- | ---- | ---- | ----- | ----- | ----- | ----- | ----- | ------ |
| 1    | Aurélien Giraud     | 9.00 | 8.85 | 8.63  | 0.00  | 8.94  | 9.09  | 0.00  | 35.88  |
| 2    | Jagger Eaton        | 8.58 | 8.52 | 0.00  | 7.95  | 8.63  | 0.00  | 9.34  | 35.07  |
| 3    | Nyjah Huston        | 7.52 | 8.12 | 0.00  | 0.00  | 8.66  | 9.13  | 8.96  | 34.87  |
| 4    | Kelvin Hoefler      | 7.43 | 8.15 | 8.81  | 0.00  | 0.00  | 9.23  | 8.50  | 34.69  |
| 5    | Vincent Milou       | 7.15 | 8.25 | 9.11  | 8.27  | 8.74  | 0.00  | 0.00  | 34.36  |
| 6    | Yuto Horigome       | 8.41 | 7.58 | 8.76  | 9.00  | 5.55  | 0.00  | 0.00  | 33.75  |
| 7    | Angelo Caro Narvaez | 1.01 | 6.96 | 0.00  | 8.99  | 8.60  | 8.38  | 0.00  | 32.93  |
| 8    | Gustavo Ribeiro     | 7.39 | 7.50 | 8.45  | 8.19  | 0.00  | 8.52  | 0.00  | 32.66  |
| 9    | Sora Shirai         | 7.99 | 6.72 | 7.54  | 7.42  | 8.57  | 0.00  | 0.00  | 31.52  |
| 10   | Micky Papa          | 6.66 | 5.50 | 9.01  | 0.00  | 0.00  | 0.00  | 9.22  | 30.39  |
| 11   | Jake Ilardi         | 6.85 | 6.75 | 8.02  | 0.00  | 0.00  | 7.41  | 0.00  | 29.03  |
| 12   | Giovanni Vianna     | 7.22 | 7.10 | 0.00  | 7.57  | 0.00  | 6.26  | 0.00  | 28.15  |
| 13   | Axel Cruysberghs    | 6.52 | 7.00 | 0.00  | 5.15  | 0.00  | 0.00  | 6.14  | 24.81  |
| 14   | Felipe Gustavo      | 8.49 | 7.24 | 0.00  | 0.00  | 0.00  | 0.00  | 9.02  | 24.75  |
| 15   | Luis Gonzales Ortiz | 4.92 | 5.22 | 7.43  | 6.00  | 0.00  | 0.00  | 0.00  | 23.57  |
| 16   | Shane O'Neill       | 4.66 | 6.23 | 8.63  | 0.00  | 0.00  | 0.00  | 0.00  | 19.52  |
| 17   | Yukito Aoki         | 5.32 | 5.69 | 7.59  | 0.00  | 0.00  | 0.00  | 0.00  | 18.60  |
| 18   | Brandon Valjalo     | 3.18 | 1.24 | 0.00  | 5.42  | 6.57  | 0.00  | 0.00  | 16.41  |
| 19   | Manny Santiago      | 2.21 | 3.24 | 0.00  | 0.00  | 0.00  | 0.00  | 0.00  | 5.45   |
| 20   | Matt Berger         | 2.01 | 2.01 | 0.00  | 0.00  | 0.00  | 0.00  | 0.00  | 4.02   |

## Finale
| Rank | Athlete             | Run  | Run  | Trick | Trick | Trick | Trick | Trick | Total |
| Rank | Athlete             | 1    | 2    | 1     | 2     | 3     | 4     | 5     | Total |
| ---- | ------------------- | ---- | ---- | ----- | ----- | ----- | ----- | ----- | ----- |
|      | Yuto Horigome       | 8.02 | 6.77 | 9.03  | 0.00  | 9.35  | 9.50  | 9.30  | 37.18 |
|      | Kelvin Hoefler      | 8.98 | 8.84 | 8.99  | 0.00  | 0.00  | 7.58  | 9.34  | 36.15 |
|      | Jagger Eaton        | 8.20 | 9.05 | 0.00  | 8.70  | 9.40  | 0.00  | 0.00  | 35.35 |
| 4    | Vincent Milou       | 7.87 | 5.54 | 9.23  | 0.00  | 8.34  | 0.00  | 8.70  | 34.14 |
| 5    | Angelo Caro Narvaez | 7.01 | 6.89 | 9.00  | 0.00  | 0.00  | 8.65  | 8.21  | 32.87 |
| 6    | Aurélien Giraud     | 4.21 | 7.20 | 8.68  | 0.00  | 9.00  | 0.00  | 0.00  | 29.09 |
| 7    | Nyjah Huston        | 7.90 | 9.11 | 9.09  | 0.00  | 0.00  | 0.00  | 0.00  | 26.10 |
| 8    | Gustavo Ribeiro     | 7.23 | 5.82 | 0.00  | 0.00  | 0.00  | 0.00  | 2.00  | 15.05 |